# Овсяник, Николай Петрович
Николай Петрович Овсяник — советский хозяйственный, государственный и политический деятель.

## Биография
Родился в 1929 году в деревне Пуховичи. Член КПСС.
С 1950 года — на хозяйственной, общественной и политической работе. В 1950—1997 гг. — техконторщик, маневровый диспетчер, заместитель начальника станции Осиповичи, заместитель начальника станции Унеча, главный инженер Унечского отделения Московско-Киевской железной дороги, начальник станции Брянск-2, начальник Брянского отделения Московской железной дороги, начальник Целинной железной дороги, начальник Приволжской железной дороги, заместитель начальника Брянского отделения дороги по безопасности движения, директор транспортно-экспедиторской компании «Брянскавтопром».
Избирался депутатом Верховного Совета Казахской ССР 10-го созыва. Делегат XXIV съезда КПСС.
Умер в Брянске в 1997 году.